# 谢皮 (默兹省)
谢皮（法語：Cheppy，法語發音：[ʃɛpi]）是法国默兹省的一个市镇，属于凡尔登区。

## 地理
谢皮（49°13'54"N, 5°3'29"E）面积14.83 平方千米，位于法国大東部大區默兹省，该省份为法国西北部内陆省份，北与比利时接壤，西接马恩省和阿登省，南至上马恩省和孚日省，东临默尔特-摩泽尔省。
与谢皮接壤的市镇（或旧市镇、城区）包括：阿沃库尔、布勒耶、沙尔庞特里、阿戈讷地区瓦雷讷、沃夸、韦里。

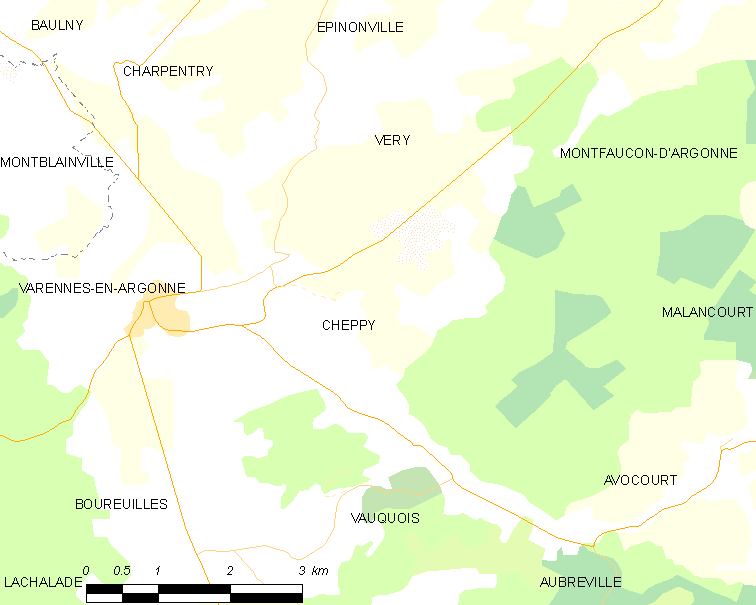
的OSM定位图

谢皮的时区为UTC+01:00、UTC+02:00（夏令时）。

## 行政
谢皮的邮政编码为55270，INSEE市镇编码为55113。

## 政治
谢皮所属的省级选区为阿戈讷地区克莱蒙县。

## 人口

1962-2008年间人口变化图示

谢皮于2022年1月1日时的人口数量为155人。